# Manolete (película)
Manolete es una película sobre el torero del mismo nombre, dirigida por Menno Meyjes y protagonizada por Adrien Brody y Penélope Cruz.

## Argumento
Narra la vida del torero Manolete (Adrien Brody) y la relación sentimental con la que fuera el amor de su vida, Antoñita "Lupe" Sino (Penélope Cruz).

## Producción
Manolete comenzó a rodarse el 31 de marzo de 2006 en Madrid, en la ciudad alicantina de Alcoy, en Jerez de la Frontera y en la Plaza de Toros de Alicante. Terminó su rodaje en El Puerto de Santa María, Cádiz, en julio del mismo año. También cabe destacar que se grabó gran parte del filme en la ciudad sevillana de Carmona. Algunas  escenas fueron grabadas en los interiores del Palacio de Orleans-Borbón de Sanlúcar de Barrameda.
En la filmación de la película, el torero Cayetano Rivera Ordóñez se encargó de asesorar al protagonista de la película, Adrien Brody; además de esta labor, también aparece en la película interpretando un pequeño papel en el que representa a un miembro de la cuadrilla del torero cordobés. Por su parte, Nacho Aldeguer da vida a Luis Miguel Dominguín.

## Estreno
Diferentes problemas con la productora hicieron que la película no fuera estrenada ni tuviera fecha de estreno prevista durante mucho tiempo. El 28 de agosto de 2008 se anunció su estreno en el Festival Internacional de Cine de Toronto para el 6 de septiembre del mismo año, pero finalmente no fue estrenada durante este festival. El 7 de noviembre se anunció una nueva fecha para su estreno, esta vez febrero de 2009, sin embargo, también fue cancelado.
Finalmente se estrenó en Francia el 31 de marzo de 2010, donde recibió muy malas críticas,  y en España el 24 de agosto de 2012, distribuida por remium Cine.

## Reparto
- Adrien Brody: Manolete
- Penélope Cruz: Lupe Sino
- Nacho Aldeguer: Luis Miguel Dominguín
- Pedro Casablanc: General
- Juan Echanove: Pepe Camará
- Josep Linuesa: Enrique de Ahumada
- Santiago Segura: Guillermo